# Colactoides grandis
Colactoides grandis är en mångfotingart som beskrevs av Shelley 1997. Colactoides grandis ingår i släktet Colactoides och familjen Schizopetalidae. Inga underarter finns listade i Catalogue of Life.